# Comité Paralímpico de Guinea-Bisáu
El Comité Paralímpico de Guinea-Bisáu es el comité paralímpico nacional que representa a Guinea-Bisáu. Esta organización es la responsable de las actividades deportivas paralímpicas en el país. Es miembro del Comité Paralímpico Internacional y del Comité Paralímpico Africano.